# Якоб Хутер
Якоб Хутер (на немски: Jakob Hutter) е тиролски проповедник, основател на анабаптистката църква на хутеритите.
Той е шапкар от Южен Тирол, днес на територията на Италия. Оглавява радикално течение на Реформацията, което се разпространява в Централна Европа, най-вече в Тирол и Моравия, през 1520-те и 1530-те години.
На 1 декември 1535 г. Хутер е арестуван и отведен в Инсбрук. Там е измъчван и изгорен жив на 25 февруари 1536 г.